# Émile Maigrot
Pour les articles homonymes, voir Maigrot.
Émile Maigrot, né le 11 avril 1880 à Reims et mort le 24 février 1961 à Paris, est un architecte français impliqué dans la reconstruction de Reims après la Grande Guerre et dans les instances liées au domaine de l’architecture.

## Biographie
Émile Théodore Auguste Maigrot, né le 11 avril 1880 à Reims.
Il est le fils d'Alphonse François Maigrot et d'Émilie Victorine Joséphine Trousset.
Il se marie le 18 juillet 1903, avec Madeleine Henriette Dollé à Villers-Allerand.
Il est l'élève d’Edmond Paulin et de Paul Boeswillwald, à l’École nationale supérieure des Beaux-arts.
Il obtient son diplôme DPLG en 1906.
Il concourt au projet des abattoirs de Reims en 1907, qui ne sera pas mis en œuvre, aux projets d'Orchies (1908-1911), de Vichy (1910), de la Bourboule (1910), de Paris-La Villette (1913), et de Constantinople, la capitale de l'Empire ottoman (1911).
Il organise le défilé « Reims Magnifique » du 6 juin 1926. Ce défilé à pour objectif de faire parler de Reims et de faire revenir les Rémois en fêtant le cent millième habitant revenu à Reims.
Il est fortement impliqué, comme architecte en chef, dans le Centre régional de l'Exposition internationale de Paris en 1937.
Il est l’un des fondateurs et organisateurs de la Société corporative d’hygiène et de salubrité dans les chantiers et bureau « Sécuritas », organismes ayant pour objet la prévention des accidents de travail.
Il est président de l’Office du bâtiment et des travaux public de la Marne.
Il décède le  21 février 1961 à Paris.

## Distinctions
- Chevalier du Mérite agricole en 1912,
- Croix de Guerre 14-18,
- Officier de l'Instruction publique,
- Officier d'Académie en 1914,
- Chevalier de la Légion d'honneur (décret du 9 janvier 1931, ministère du Travail),
- Officier (décret du 31 octobre 1938, ministère du Commerce)[1].

## Réalisations
- Halles centrales de Reims,
- Halle Georges-Carpentier,
- Monument aux morts de Loivre[4],
- Monument aux morts de Rilly-la-Montagne[5],
- Monument du Souvenir français au fort de la Pompelle[6],
- Abattoirs d’Orchies,
- Abattoirs de Constantinople (1911),
- École Duruy, rue Victor-Duruy à Châlons-en-Champagne(1929-1933),
- La mairie-école-poste de Dontrien (1925)[7][réf. à confirmer],
- Maison art déco au 8, rue de la Renfermerie à Reims.

## Galerie photos

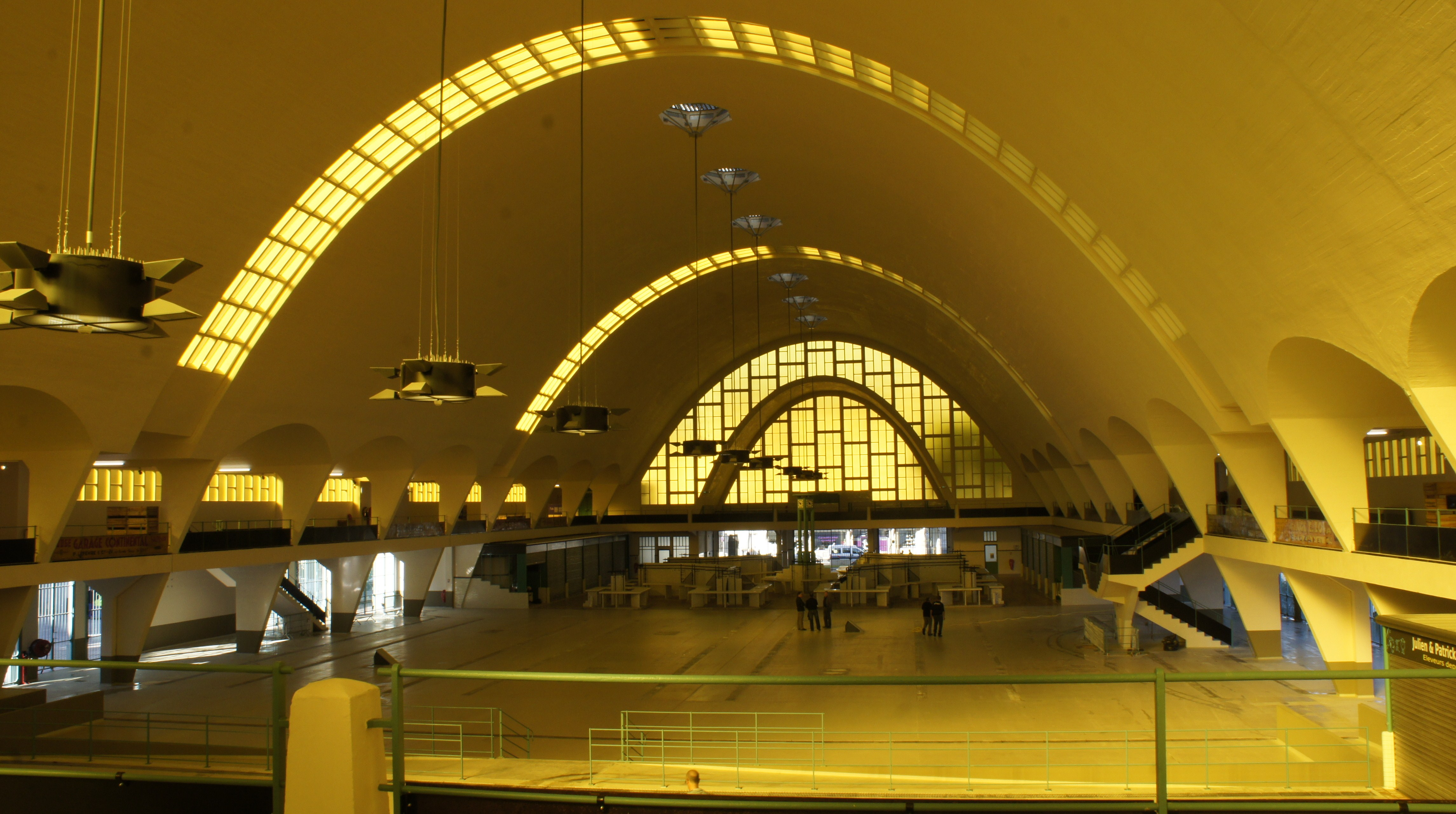
Vue intérieure, du Boulingrin, façade occidentale.
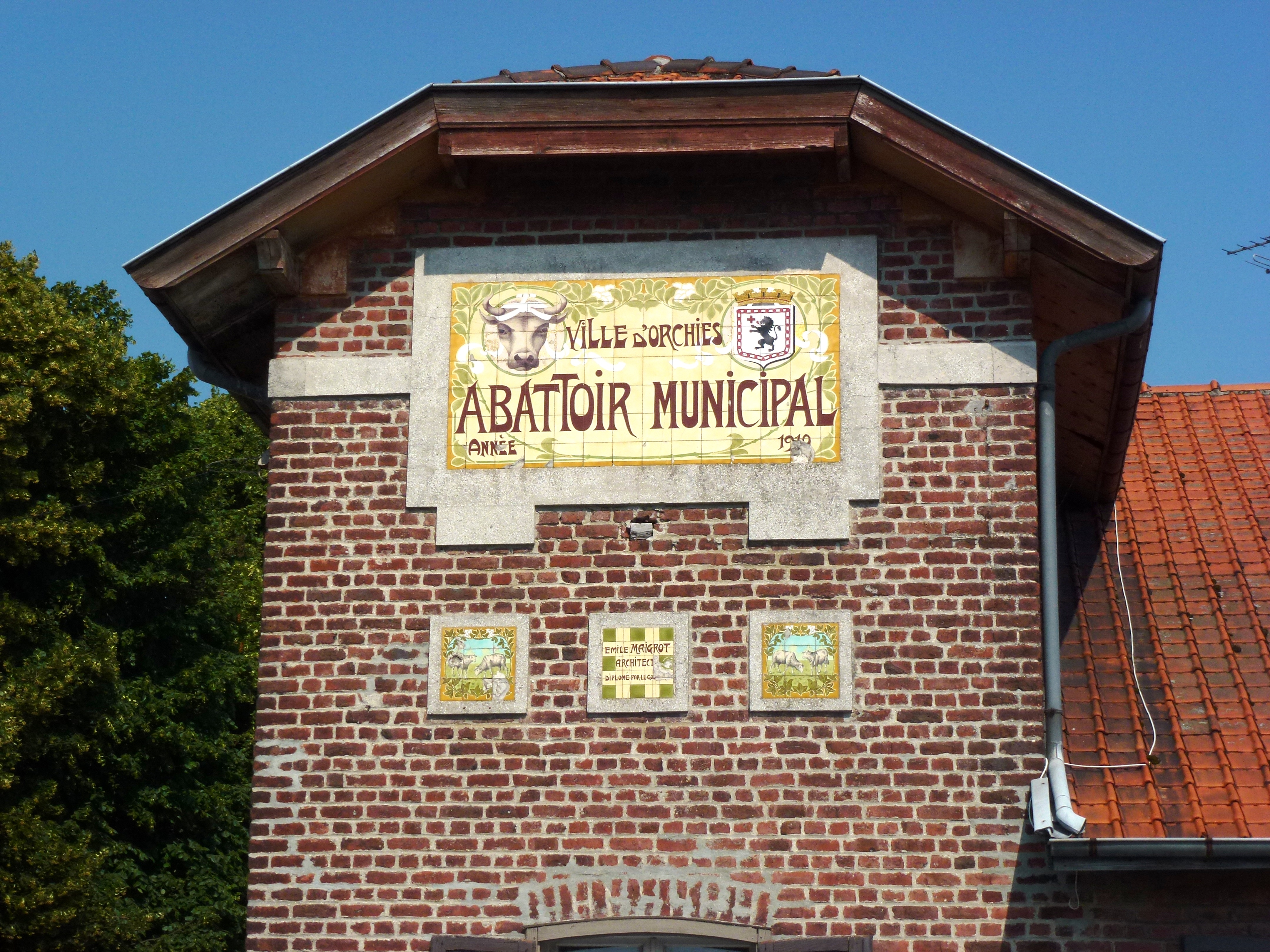
Abattoir communal d’Orchies.
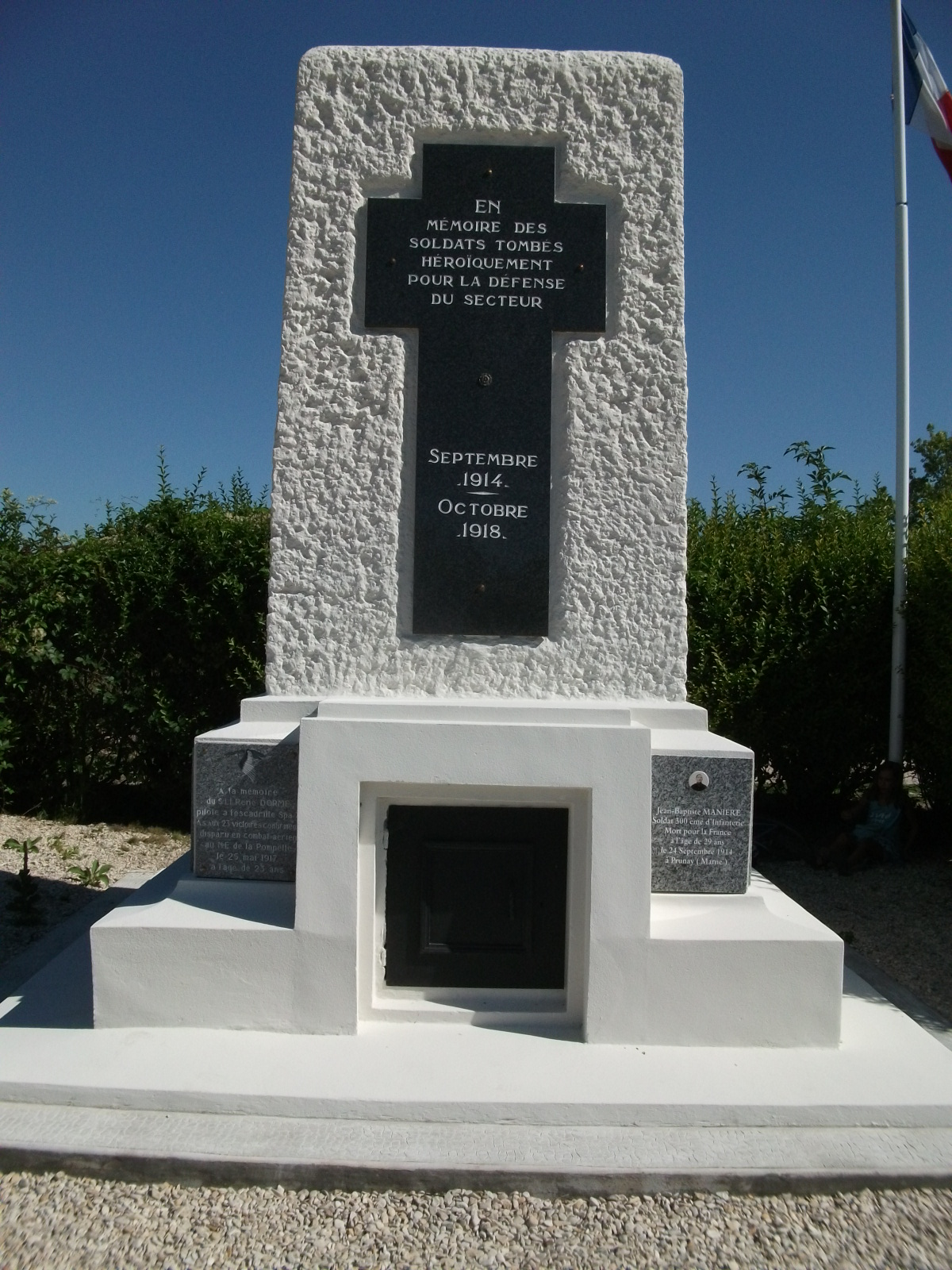
Monument aux morts du fort de la Pompelle.
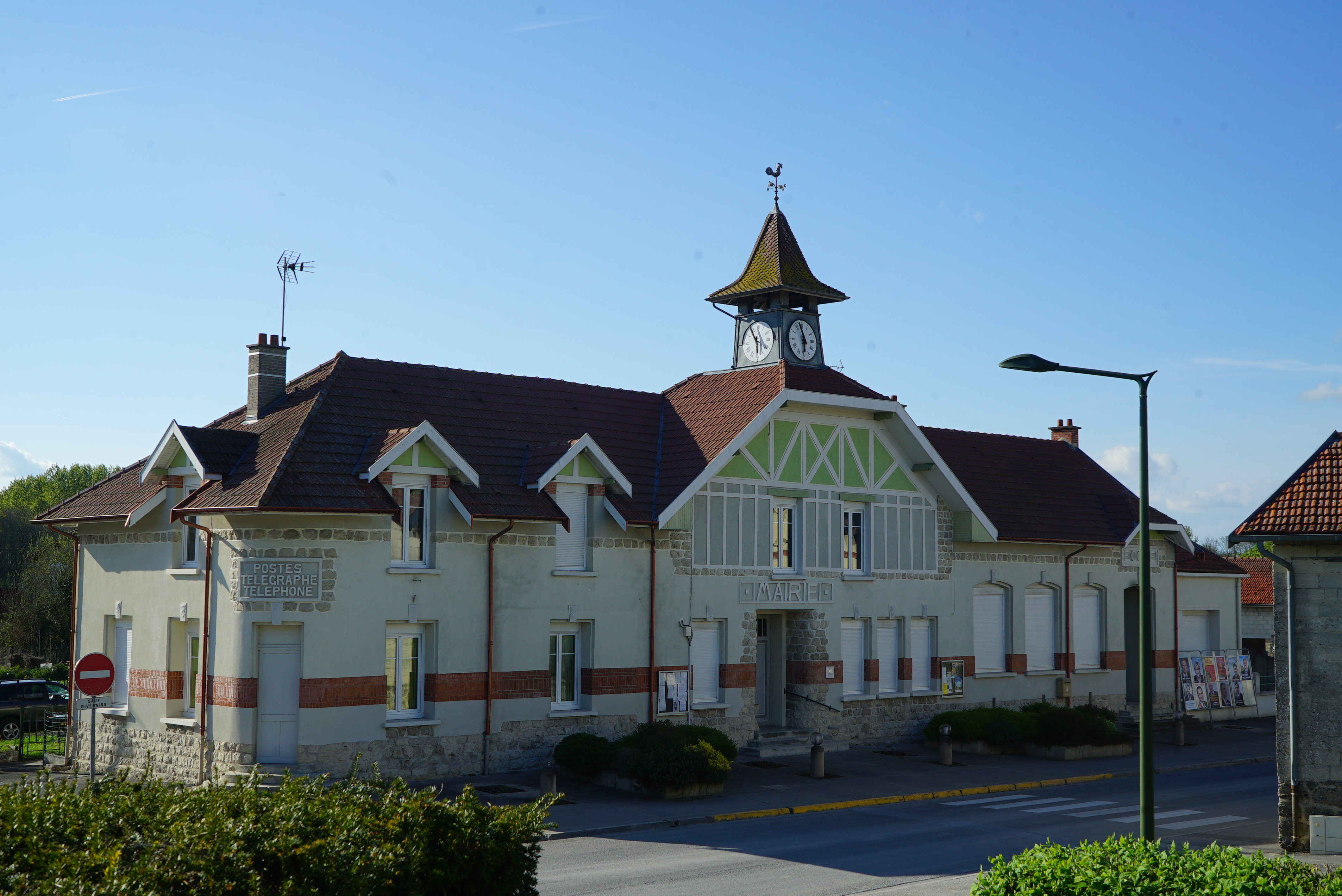
Mairie-école-poste de Dontrien.